# Pieno žvaigždės
AB Pieno žvaigždės ist eine große Unternehmensgruppe der Milchindustrie in Litauen und im Baltikum. 2002 exportierte es Waren im Wert von 434 Mio. Lt (125,7 Mio. Euro). 2014 erzielte es einen Umsatz von 827,4 Mio. Litas (239,6 Mio. Euro) und den Gewinn von 37,3 Mio. Euro (128,8 mln. Lt). Seit dem Börsengang ist das Unternehmen an der Börse Vilnius notiert. Das Unternehmen produziert über 500 verschiedene Produkte.
Das Unternehmen ist Sponsor von BC Pieno žvaigždės in Pasvalys. Der Sitz befindet sich in der litauischen Hauptstadt Vilnius, im Stadtteil Perkūnkiemis.